# War 2410
War 2410 è un videogioco strategico a turni per Super Nintendo Entertainment System la cui storia si svolge nell'anno 2410.

## Trama
Nell'anno 2003, degli scienziati sviluppano il soldato perfetto grazie all'ingegneria genetica. Centinaia di anni di avanzamenti tecnologici, li rendono senzienti e questo li mette nelle condizioni di poter prendere decisioni in maniera autonoma sul campo di battaglia (e non solo). Tre gruppi di soldati, a cui era stato inizialmente affidato il compito di proteggere l'umanità, si ribellano contro i loro padroni dopo essere diventati totalmente autoconsapevoli. Il risultato sono quattro fazioni in lotta per il controllo della Terra più di 400 anni dopo l'incredibile passo in avanti scientifico.
Questa guerra deciderà il destino dell'umanità e porrà le fondamenta per il seguito, War 3010: The Revolution. Una misteriosa forza intergalattica, conosciuta come Kyllen conquisterà l'universo circa 200 anni dopo la fine della storia di questo gioco.

## Modalità di gioco
Il giocatore è al comando della GDA (Global Defense Alliance) e l'obiettivo principale delle venti missioni del gioco è la distruzione totale del M.A.R.S. (un gruppo di super-umani che si sono ribellati ai loro padroni), degli orchi e dei crome (che non sono altro che un gruppo di robot senzienti). Catturare un laboratorio permette di costruire una super-arma per distruggere le altre fazioni; alcune missioni richiedono la cattura da parte dei giocatori delle basi nemiche. I giocatori possono prendersi tutto il tempo che vogliono per completare una missione, visto che non ci sono limitazioni di tempo.
Ogni fazione ha fanteria, carri armati e aeronautica militare, necessari a portare a termine il lavoro.  Le unità differiscono in distanza di movimento e di attacco. Alcune unità di terra non possono attaccare quelle aeree e viceversa. Anche il campo di battaglia influenza lo scontro, infatti alcuni tipi di caselle, come gli alberi o gli edifici, migliorano la difesa delle unità. Le unità attaccate contrattaccano sempre se il nemico è all'interno del loro raggio d'azione; il contrattacco avviene in contemporanea all'attacco. Anche se si finisce un'unità, questa può fare danno di contrattacco.
Si possono guadagnare delle medaglie in stile militare effettuando vari atti di coraggio. Una mappa completa si può vedere su parte della sonda "radar intelligence" del gioco. Le missioni più avanti nel gioco tendono a far uso di più di un quadrante dello schermo a 16 celle del radar.

## Accoglienza
AllGame diede a War 2410 un punteggio di 2,5 su 5 stelle. Nintendo Power gli diede un punteggio totale di 3,25 su 5 (l'equivalente di un 65%).